# Filippo de Filippi
Filippo de Filippi (Pavia, 20 april 1814 - Hongkong, 9 februari 1867) was een Italiaanse zoöloog die zich vooral richtte op zoogdieren en vogels.

## Biografie
De Filippi studeerde geneeskunde aan de Universiteit van Pavia en was daar assistent zoölogie. Hij gaf les in zoölogie, mineralogie en geologie in het Museo Civico di Milano in Milaan. In 1848, nodigde Charles Albert van Savoye hem uit lessen zoölogie te geven op de universiteit van Turijn. 
Hij nam deel aan een wetenschappelijke expeditie naar Perzië in 1862 samen met Michele Lessona (1823-1894,  een zoöloog uit Genua) en de jonge markies Giacomo Doria (1840-1913).
In 1865 nam hij deel aan een reis rond de wereld aan boord van de boot Magenta, onder leiding van de schipper Vittorio Arminjon, gesteund door een senator van het Koninkrijk Italië. Ze vertrokken uit Montevideo op 2 februari 1866 en kwamen in Napels op 28 maart 1868. De Filippi overleed echter onderweg in Hongkong op 9 februari 1867 aan dysenterie en problemen met zijn lever. Zijn wetenschappelijk verslag werd voltooid door zijn assistent Enrico Hillyer Giglioli.

## Vernoemingen
Verschillende soorten dieren zijn naar hem vernoemd:
- Pterodroma defilippiana
- Causus defilippii
- Darevskia defilippii

- Biblioteca Nacional de España: XX4833741
- Bibliothèque nationale de France: cb107402838 (data)
- CiNii: DA10150076
- Gemeinsame Normdatei: 104128941
- International Standard Name Identifier: 0000 0000 8343 4664
- Library of Congress Control Number: n82234217
- Nationale Bibliotheek van Israël: 987007273704005171
- Nederlandse Thesaurus van Auteursnamen: 300366930
- Réseau des bibliothèques de Suisse occidentale: 02-A024022054
- Istituto Centrale per il Catalogo Unico: CAGV584961
- Système universitaire de documentation: 028360893
- Virtual International Authority File: 49238119
- WorldCat: E39PBJjHfpvQg9KXdkDjV7hPwC